# 香西長祐
香西 長祐（こうざい ながすけ）は細川京兆家の内衆。

## 概要
香西氏は讃岐国の国人であるが、長祐や香西元長など何人かは京都に上洛して細川京兆家の内衆として活動していた。文明17年（1485年）から永正4年（1507年）にかけて細川政元の邸宅で開かれた連歌会（細川千句）に長祐の名前が見える。身延文庫本「雑々私用抄」紙背文書の「百韻連歌懐紙名残の折」 に、香西又六元長・同孫六元秋・同彦六元能・真珠院宗純兄弟や、元長被官の生夷秀長・中沢泰綱らとともに長祐の名が見えることから、元長と親しい関係にあったことがわかる。